# Pulo (Kebayoran Baru)
Pulo is een plaats (wijk) - (kelurahan) in het bestuurlijke gebied Kebayoran Baru, Jakarta Selatan (Zuid-Jakarta) in de provincie Jakarta, Indonesië. De plaats telt 6999 inwoners (volkstelling 2010).